# إد ويذرز
إد ويذرز (بالإنجليزية: Ed Withers)‏ هو لاعب كرة قدم أمريكية أمريكي، ولد في 28 أغسطس 1926 في ممفيس في الولايات المتحدة، وتوفي في 17 أبريل 1975 في توما في الولايات المتحدة.